# Porki
Porki (en inglés: Rogue) es una película de suspenso y acción en idioma canarés de 2010 dirigida por MD Sridhar, protagonizada por Darshan, Pranitha Subhash y Ashish Vidyarthi en los papeles principales. 
Es una nueva versión de la película télugu de 2006  Pokiri. La película completó una carrera de 100 días en los cines.

## Reparto
- Darshan como Dattu, Surya Narayan IPS.
- Pranitha Subhash como Anjali.
- Ashish Vidyarthi como Ali Bhai.
- Devaraj como el Comisionado de Policía.
- Avinash como Satya Narayan Murthy.
- Shobharaj como el Inspector Umesh Reddy.
- Sadhu Kokila como el tío.
- Tenis Krishna
- Sangeetha Shetty como Mona.
- Suryanarayan waali como Gurú.
- Dharma
- Manoj
- Chitra Shenoy
- Sharan
- Srujan Lokesh
- Sharath Lohitashwa
- Ravi Varma
- Chandan Naik
- Jai Ram
- Santhosh Pai
- Tumkur Mohan
- Suresh Anchan
- Vijaya Sarathi
- Hanumanthe Gowda
- Vinayak Ram Kalagaru
- Kadabagere Srinivas

## Índices de censura
La película obtuvo un Certificado A de la Junta de Censores antes de su estreno, con una duración de 154 minutos. Más tarde la película fue recertificada para obtener un certificado U/A, para su lanzamiento en video, con un total de 109 cortes y una duración de 128 minutos. La violencia de la película se atenuó y el programa de glamur de la heroína Praneetha se eliminó por completo, ya que era demasiado atrevido para los jóvenes espectadores.

## Banda sonora
- Heegu Untaa = por Kunal Ganjawala, Coro
- Sakkathagavle Sumne Nagthale = por V Harikrishna, Coro
- Dheera Dheera Baa Sara Sara (Música: Mani Sharma) = por Karthik, Sowmya Mahadevan
- Daane Daane Daiyya = por Tippu, Priya Himesh
- Oorella Nanna Porki Andru = por Rahul Nambiar, Priya Himesh

## Recepción de la crítica
The Times of India lo calificó 3/5 Rediff.com lo calificó 2.5/5 Filmibeat lo calificó 3/5. El Deccan Herald dio una crítica positiva, afirmando que "El director se ha mantenido fiel a la historia original de Puri Jagannath, dando alegría sin límites a los aficionados a la acción y a los sentimentales". Indiaglitz calificó la película como 3.5/5, afirmando que "Para los amantes de la acción no puede haber nada mejor que Porki".

## Medios de comunicación
La película fue lanzada en DVD y VCD por Anand Audio. Los derechos de proyección de TV de la película fueron vendidos a Asianet Suvarna. La película fue recertificada U/A por la Indian Censor Board, para su lanzamiento en video.

## Versiones dobladas
La película fue doblada y estrenada en hindi como "Main Hoon Wanted" (2012) y en Bhojpuri como "Hamar Bhai Dabbang" por Goldmines Telefilms a pesar del remake en hindi. 

## Nueva versión
La película télugu original de Pokiri, dirigida por Puri Jagannadh, se reeditó en varios otros idiomas y todavía tuvo éxito en los respectivos cines regionales. Pokkiri es el primer remake. El segundo fue Wanted, la versión en hindi en 2009. Tanto Pokkiri como Wanted fueron dirigidos por Prabhu Deva. Prakash Raj repite su papel de villano en los dos remakes. Después de eso, una versión de canarés, Porki, dirigida por el MD Sridhar, fue lanzada el 14 de enero de 2010.